# DSM (kompanija)
DSM (Koninklijk DSM N.V., Rojal DSM N.V.) je međunarodna kompanija sa sedištem u Holandiji. DSM se bavi proizvodnjom i prodajom prehrambenih suplemenata, proizvoda za ličnu negu, stočne hrane, farmaceutskih proizvoda, medicinskih uređaja, auto delova, boja, električnih i elektronskih proizvoda, alternativnih izvora energije i biološkim materijala. DSM zapošljava preko 22,000 ljudi širom sveta. DSM je ostvario prihod od oko €9 milijardi 2010. Deonice DSM-a su u opticaju na NYSE Evronekstu u Amsterdamu.

## Spoljašnje veze
- DSM